# Buda (Râșca), Suceava

Biserica din satul Buda

Buda este un sat în comuna Râșca din județul Suceava, Moldova, România.

## Istoric
În anul 1797, egumenul Chiril Râșcanul de la Mănăstirea Râșca - urmând pilda starețului Paisie Velicicovschi de la Mănăstirea Neamț, care strămutase satele aflate în apropierea Mănăstirilor Neamț și Secu, pe motiv că satele strică moralul vieții ascetice - a cerut Divanului domnesc strămutarea satului Râșca de pe vatra mănăstirii. Domnitorul Constantin Ipsilanti a dat poruncă de strămutare a satului, Mănăstirea Râșca fiind obligată să-i despăgubească pe săteni de cheltuiala de casă și de strămutare și să le dea alt teren de pământ pe moșia mănăstirii, unde să-și construiască case. 
O parte dintre săteni s-au mutat peste râul Râșca, la mai mult de 1 km de mănăstire, iar egumenul Chiril le-a construit acolo Biserica "Sf. Voievozi". O altă parte din săteni au ajuns până în localitatea de astăzi Slătioara, unde starețul Chiril le-a construit o biserică de lemn, în același an cu cea din Râșca și purtând hramul "Sf. Arhangheli Mihail și Gavriil". Odată cu sătenii din Râșca strămutați la Slătioara, s-au stabilit acolo și ardeleni refugiați din calea persecuțiilor religioase din Ardeal care au întemeiat satul Buda, pe care au denumit-o după capitala Regatului Ungariei, orașul Buda (astăzi parte a orașului  Budapesta) .